# Typhlops jamaicensis
Typhlops jamaicensis är en ormart som beskrevs av Shaw 1802. Typhlops jamaicensis ingår i släktet Typhlops och familjen maskormar. Inga underarter finns listade i Catalogue of Life.
Arten förekommer på Jamaica i Västindien. Den lever i låglandet och i kulliga områden upp till 600 meter över havet. Habitatet varierar mellan skogar, skogsgläntor, områden intill vägar, trädodlingar och trädgårdar. Individerna gömmer sig ofta under stenar eller under träbitar som sönderdelas.
Honor lägger ägg.
Typhlops jamaicensis är inte sällsynt och för beståndet är inga hot kända. IUCN kategoriserar arten globalt som livskraftig.